# Luperus saxonicus
Luperus saxonicus là một loài bọ cánh cứng trong họ Chrysomelidae. Loài này được Gmellin miêu tả khoa học năm 1790.